# Husniddin G'ofurov
Husniddin G'ofurov (Fergana, 29 luglio 1994) è un calciatore uzbeko, attaccante del Qo'qon 1912.

## Carriera

### Club
Ha giocato nella massima serie dei campionati serbo ed uzbeko.

### Nazionale
Nel 2014 ha esordito in nazionale.

## Palmarès

### Club

#### Competizioni nazionali
- Campionato uzbeko: 2

Lokomotiv Tashkent: 2018
Paxtakor: 2019
- Supercoppa dell'Uzbekistan: 1

Lokomotiv Tashkent: 2019
- Coppa dell'Uzbekistan: 1

Paxtakor: 2019